# Finkelstein-reactie
De Finkelstein-reactie is een organische reactie waarbij een alcohol via een tosylaat als intermediair in een organisch halogenide wordt omgezet:
Het tosylaat wordt gevormd door het alcohol bij 0°C met p-tolueensulfonylchloride te roeren, met tri-ethylamine als base. De vervolgreactie is de toevoeging van een natriumhalogenide (meestal natriumjodide, maar ook natriumchloride en natriumbromide worden gebruikt) om het organisch halogenide te vormen. De tweede reactiestap is een zuivere SN2-reactie. Dit betekent dat de substitutiegraad van het koolstofatoom waarop het halogenide moet binden niet te sterk sterisch gehinderd mag zijn: primaire substraten ondergaan vlot de reactie, secundaire zeer moeilijk. Tertiaire substraten, alsook vinyl- en arylverbindingen reageren niet.
In het geval van natriumjodide is de drijvende kracht van de reactie de vorming van een neerslag van natriumtosylaat in aceton tijdens de laatste reactiestap. Natriumjodide is immers goed oplosbaar in aceton en kan dus volledig wegreageren. In het geval van natriumchloride of natriumbromide moet een ander oplosmiddel gekozen worden. De omzetting van chloriden en fluoriden wordt gedaan in aanwezigheid van kroonethers.